# Aanslag op bevriend staatshoofd (Nederland)
Artikel 115 van het Nederlandse Wetboek van Strafrecht stelt strafbaar het plegen van een aanslag op bevriend staatshoofd, voluit aanslag op het leven of de vrijheid van een hoofd van een bevriende staat. De figuur van de 'aanslag' wordt in de Nederlandse strafwet uitsluitend gebruikt om de Nederlandse staat en staatsinrichting bijzondere bescherming te bieden. Het misdrijf is in Titel III van het Nederlandse Wetboek van Strafrecht opgenomen, dat "in dit verband de belangen van het diplomatiek en consulair verkeer tussen Nederland en andere staten beschermd." Het is een staatsmisdrijf.

## Aanslag op bevriend staatshoofd
In het wetboek wordt het delict omschreven als "De aanslag op het leven of de vrijheid van een hoofd van een bevriende staat wordt gestraft ...". Het begrip aanslag wordt nader gedefinieerd in artikel 79 Wetboek van Strafrecht. Op grond van dit artikel wordt een poging tot het plegen van een aanslag op een bevriend staatshoofd gelijkgesteld met het voltooid delict. Door de poging gelijk te stellen met het voltooid delict kan de dader zich niet meer beroepen op de strafuitsluitingsgrond vrijwillige terugtred; door het begin van uitvoering is immers aan de delictsomschrijving reeds voldaan. Ook kan de dader geen aanspraak maken op de strafreductie van strafbare poging ex art. 45 Sr, simpelweg omdat artikel 45 niet van toepassing is.

### Delictsbestandsdelen (lid 1)
De aanslag moet gericht zijn op het leven. Het omvat mede doodslag en levensberoving op verzoek. Niet strafbaar onder dit artikel is hulp bij zelfdoding, omdat daar de handeling van de dader niet direct gericht is op het beëindigen van het leven en het gevolg (de dood) in beginsel niet vast staat. Ook andere misdrijven waarbij de dood een indirect gevolg is vallen niet onder de noemer op het leven. De in het eerste lid genoemde aanslag op het leven ziet wel alleen op de (niet-succesvolle) poging daartoe; indien de aanslag op het leven wel succesvol is valt deze onder het tweede lid. Ook (een poging tot) moord valt onder het tweede, en dus niet het eerste, lid.
Met op de vrijheid gericht omvat de delicten uit Titel XVIII van het Wetboek van Strafrecht. Fokkens beperkt de misdrijven uit deze titel echter alleen voor zover zij naar het normale spraakgebruik ook een 'aanslag op de vrijheid' kunnen worden genoemd. Hij sluit daarmee uit de delicten in: art. 273 Sr (mensenhandel); 274 Sr (slavenhandel); 275 Sr (schipper van een slavenschip); 276 Sr (schepeling van slavenschip); 277 Sr (vervrachten of verzekeren van schip voor slavenhandel) en 281(1) sub 1 Sr (schaking). Opmerkelijk is verder dat de categorie misdrijven waartegen in dit artikel bescherming geboden wordt groter is dan bij het misdrijf aanslag tegen de Koning, omdat de wet daar spreekt van een 'aanslag met het oogmerk om de Koning van zijn vrijheid te beroven'. Een reden voor dit verschil wordt niet door de wetgever in de toelichting gegeven.
De aanslag moet gericht zijn tegen hoofd van een bevriende staat, de wet bevat zelf geen definitie van wie er onder het 'hoofd' van een bevriende staat moet worden gerekend. Wel bevat het Wetboek van Strafrecht in artikel 87a een definitie van 'bevriende staat', namelijk: "Onder een bevriende staat wordt verstaan een buitenlandse mogendheid waarmede Nederland niet in een gewapend conflict is gewikkeld." Met bevriend wordt dus gedoeld op elke staat waar Nederland geen gewapend conflict mee heeft; de invulling van het begrip 'gewapend conflict' gebeurt feitelijk, er moet sprake zijn van gevechtshandelingen over en weer waarbij een voorafgaande oorlogsverklaring niet vereist is. Het is ook niet nodig dat Nederland diplomatieke of consulaire betrekkingen met de staat in kwestie heeft, noch dat er een "bijzondere vriendschappelijke band" tussen beide staten bestaat. Wel moet het gaan om een "staten, die volledig subject van volkenrecht zijn", dat zijn staten die voor erkenning in aanmerking komen. Zij moeten voldoen aan de volkenrechtelijke eisen van: "de aanwezigheid van een bepaald grondgebied, een daar gevestigde bevolking en effectief overheidsgezag." Onder het hoofd valt diegene die, onverschillig de regeringsvorm, in de staat met het hoogste gezag bekleed is. Fokkens meent dat daar ook de Paus en Bondspresident van Zwitserland onder vallen. De figuur van de aanslag impliceert verder reeds opzet. Voor een veroordeling wegens het plegen van 'een aanslag tegen een bevriend staatshoofd' moet de dader zich ook bewust zijn van deze status van het staatshoofd én de aanslag opzettelijk gericht hebben tegen het staatshoofd.

### Delictsbestandsdelen (lid 2)
Het tweede lid voorziet in strafverzwaring indien de aanslag tegen het leven succesvol – en dus de dood ten gevolg heeft – of met voorbedachten rade is gepleegd. De vermelding van voorbedachte rade als strafverzwarende omstandigheid zorgt ervoor dat ook een poging tot moord bedreigd wordt met de hogere straf van het tweede lid. Aangenomen wordt dat de strafverzwarende grond 'met voorbedachten rade' alleen geldt voor hen bij wie deze voorbedachten rade aanwezig is geweest of wetenschap daarvan had; de strafverzwarende omstandigheid 'de dood ten gevolge heeft' is geobjectiveerd en geldt daardoor voor allen die bij de aanslag betrokken zijn.

## Terroristisch oogmerk
Een specifieke strafverzwarende omstandigheid voor de aanslag is te vinden in artikel 120a Wetboek van Strafrecht. Indien het misdrijf van artikel 115(1) Sr gepleegd wordt met een terroristisch oogmerk wordt de maximumstraf verhoogd van maximaal vijftien jaar gevangenisstraf naar levenslang of ten hoogste dertig jaar. De definitie van een terroristisch oogmerk wordt in art. 83a Sr gegeven en luidt: "onder terroristisch oogmerk wordt verstaan het oogmerk om de bevolking of een deel der bevolking van een land ernstige vrees aan te jagen, dan wel een overheid of internationale organisatie wederrechtelijk te dwingen iets te doen, niet te doen of te dulden, dan wel de fundamentele politieke, constitutionele, economische of sociale structuren van een land of een internationale organisatie ernstig te ontwrichten of te vernietigen." Het tweede lid van artikel 115 Sr is uitgesloten, omdat daar reeds de maximaal op te leggen straf voor geldt.

## Samenspanning
Strafbaar is ook de samenspanning om een aanslag tegen een bevriend staatshoofd te plegen – alleen – indien deze vergezeld wordt door een terroristisch oogmerk. Dit is strafbaar gesteld in art. 120b Wetboek van Strafrecht. Van samenspanning is sprake "zodra twee of meer personen overeengekomen zijn om het misdrijf te plegen". Het is daarmee een collectief voorbereidingsdelict omdat altijd meer dan één persoon vereist is. Karakteristiek voor samenspanning is dat het enkele overeenkomen om het misdrijf te plegen reeds het voltooid delict oplevert. Er hoeft nog geen sprake te zijn van een strafbare voorbereiding. Omdat het delict reeds voltooid is door het maken van de afspraak heeft een latere intrekking van de overeenkomst geen gevolg op de strafbaarheid van de dader. Wel moeten de dader overeengekomen zijn om een van de in artikel 115 of 117 Wetboek van Strafrecht omschreven strafbare feiten te plegen. Indien iemand zich alleen verbindt de samenspanners te helpen, doch zonder dat dit helpen zulk een strafbaar feit oplevert, maakt deze persoon zich niet strafbaar aan samenspanning.